# Facit
Ne doit pas être confondu avec Facit AB ou Collagène FACIT.
Facit est une maison d'édition philatélique et de catalogues de timbres, basé en Suède.
Son principal catalogue est édité en suédois et en anglais. Il couvre les émissions de plusieurs pays nordiques, y compris leurs dépendances actuelles et anciennes (comme les Indes occidentales danoises). La cote des timbres est exprimée en couronnes suédoises.
Le premier catalogue a été publié en 1947. Facit est une marque déposée des éditions Facit, basées à Västerås (Suède).
Le mot facit, en suédois, est souvent utilisé pour désigner la réponse correcte à un exercice, à regarder soit pour corriger sa réponse, soit pour essayer à y arriver. Donc les catalogues contiennent le "facit" pour le philatéliste, en remplissant sa collection.